# 克拉克斯維克體育俱樂部
克拉克斯維克體育俱樂部 是法罗群岛的一支足球俱乐部，球队位于岛上的第二大城市克拉克斯维克，于1904年创建。KI克拉克斯维克在1992年时球队第一次出现在欧洲赛场上，在欧洲冠軍联赛资格赛中两回合 1–6 输给了拉脱维亞的史干圖。
俱乐部的球衣色是蓝色和白色。主体育场为可容纳2,500人的Við Djúpumýrar。

## 球隊錦標
- 法羅群島足球超級聯賽
  - 冠軍 (21): 1942, 1952, 1953, 1954, 1956, 1957, 1958, 1961, 1966, 1967, 1968, 1969, 1970, 1972, 1991, 1999, 2019, 2021, 2022, 2023

- 法羅群島盃
  - 冠軍 (6): 1966, 1967, 1990, 1994, 1999, 2016
  - 亞軍 (9): 1955, 1957, 1973, 1976, 1979, 1992, 1998, 2001, 2006

## 外部連結
- 官方网站 （法羅文） （英文）